# Parti démocratique uni (Belize)
Le Parti démocratique uni (en anglais : United Democratic Party ; abrégé en UDP) est un parti politique de centre droit bélizien fondé en 1973, il est membre de l'Union démocrate caribéenne.

## Historique

### Fondation et premières années

Drapeau du Parti démocratique uni à Corozal.

En 1973, l'opposition au Parti uni du peuple (PUP) au Belize est faible et le PUP n'a jamais perdu une élection législative depuis sa fondation. Les principaux partis d'opposition, le Parti de l'indépendance nationale et le Mouvement de développement populaire se réunissent avec un nouveau Parti libéral dirigé par Manuel Esquivel pour former une alliance  contre le PUP. Finalement, les trois fusionnent pour former le Parti démocratique uni, le 27 septembre 1973 et Dean Lindo, ancien chef du Parti de l'indépendance nationale en devient le président. Dans les années suivantes, l'UDP connaît des succès lors des élections municipales, mais il échoue à remporter les élections législatives de 1979 face au PUP de George Cadle Price. Dean Lindo ayant été battu lors des élections législatives par Said Musa, il est remplacé par Theodore Aranda à la tête du parti. Mais les tensions internes au parti continuent jusqu'à ce qu'en 1983, Manuel Esquivel devienne le nouveau chef du parti.

### Depuis 1983
En 1983, l'UDP remporte les élections municipales à Belize City et l'année suivante il gagne les élections législatives pour la première fois. Manuel Esquivel devient alors Premier ministre du Belize et mène une politique d'alliance avec les États-Unis et de développements des investissements étrangers, principalement d'Amérique du Nord. En 1989, l'UDP perd les élections face au PUP qui l'accuse de s'inféoder aux États-Unis.
Pour les élections de 1993, il se présente en coalition avec l'Alliance nationale pour les droits béliziens dans un contexte ou les tensions frontalières avec le Guatemala et gagne les législatives. Manuel Esquivel redevient Premier ministre du Belize. Cependant, l'insécurité en hausse et une image d'incompétence et des affaires des corruptions mène le parti à la défaite en 1998 face à un PUP dirigé par Said Musa. Cette défaite extrêmement lourde puisque l'UDP ne conserve que trois députés emmène une crise dans le parti qui se résout par l'arrivée de Dean Barrow à sa tête. Ce dernier devient le chef de l'opposition, poste qu'il occupe pendant dix ans. Les élections de 2003 voient un regain de succès du PUP dont la représentation passe de trois à sept membres.
Il remporte finalement les élections législatives de 2008 et Dean Barrow devient Premier ministre du Belize. Il remporte également celles de 2012 et de 2015. Barrow annonce son intention de ne pas se représenter pour un quatrième mandat. Son remplacement au sein de l'UDP intervient de manière chaotique, le vainqueur des primaires de février, John Saldizar, étant contraint à la démission à la suite d'une affaire de corruption, menant à une seconde primaire en juillet 2020 dont émerge Patrick Faber. L'UDP perd le pouvoir après les élections législatives de novembre 2020, où le parti obtient l'un des pires résultats de son histoire, en ne remportant que 5 des 31 sièges et cède le pouvoir au PUP. La pandémie mondiale de COVID-19, qui frappe durement l'économie du pays, et l'impact de l'ouragan Eta provoquent un fort mécontentement des électeurs à l'égard du gouvernement en place.

### Conflit interne en 2024

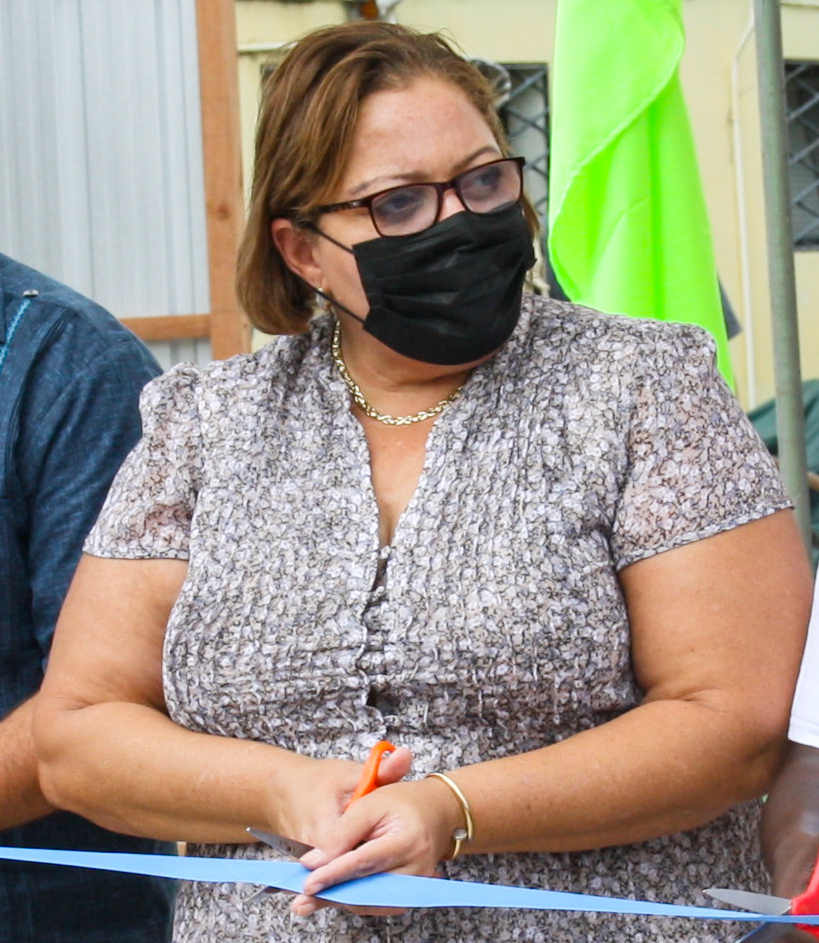
Tracy Panton fond sa faction au sein de l'UDP en 2024.

Le 24 janvier 2022, Patrick Faber, le chef du parti, annonce sa démission de ses fonctions à compter du 31 janvier, après avoir été mis en cause dans une affaire de violence conjugale à l'égard de sa fiancée. Il est remplacé le 27 mars par Moses Barrow, fils de l'ancien Premier ministre Dean Barrow et ancien rappeur connu sous le nom de scène de « Shyne » en ayant fait carrière aux États-Unis avant de s'engager en politique à son retour au Belize en 2020. Il remporte l'élection à la tête du parti de seulement trois voix face à Tracy Panton, soutenue par Patrick Faber. Cette faible marge de victoire amène à des tensions avec les partisans de Panton qui contestent la direction de Moses Barrow. À partir de 2024, Barrow est critiqué en interne pour les mauvais résultats de l'UDP aux élections municipales de 2024, où le parti ne remporte que six sièges de conseillers municipaux, et pour l'échec lors de l'élection législative partielle dans la circonscription de Toledo East,.
En mars 2024, Barrow décide de remplacer la deuxième chef adjointe du parti Bervely Williams dans sa fonction de sénatrice après que cette dernière ait boycotté le conseil national de l'UDP et suspecté d'avoir assisté à une réunion du « Caucus for Change », faction regroupant le représentant John Saldivar et l'ancien chef Faber,. Le 5 août, Williams demande la tenue d'une convention nationale mais la demande est rejetée par le président du parti Michael Peyrefitte. Cette situation amène à la création d'une faction au sein de l'UDP, l'Alliance pour la démocratie (AFD), mené par Tracy Panton, avec Faber, Saldivar et Williams,. La faction soumet une nouvelle pétition afin de destituer Barrow mais cette dernière est également rejetée, la direction du parti soutenant que la formation de l'AFD a pour conséquence la démission de Panton de l'UDP.
Le 20 octobre, l'AFD organise une convention nationale du parti, en élisant Panton comme cheffe du parti par intérim, cependant l'évènement n'est pas reconnu par Moses Barrow qui considère que cette dernière ainsi que Faber ne sont plus membres de l'UDP.
À l'approche du scrutin des élections législatives de mars 2025, si Barrow demeure le chef de l'opposition et du parti officiellement, Tracy Panton revendique toujours cette position. Ce conflit amène à la présentation de plusieurs candidats du parti dans une même circonscription. Au total, 41 candidats sont désignés sous la bannière de l'UDP, mais avec une participation dans seulement 27 des 31 circonscriptions. Malgré cette multitude de candidatures, la commission électorale décide d'attribuer la couleur rouge sur le bulletin de vote à tous les candidats se présentant sous l'étiquette de l'UDP. Cette décision est contestée par Barrow, mais soutenue par Panton. À la suite des résultats, l'UDP remporte un total de cinq sièges. La faction menée par Tracy Panton remporte trois sièges, contre deux pour celle de Barrow. Ce dernier échoue dans sa circonscription de Mesopotamia face à Lee Mark Chang, candidat soutenu par la faction de Panton. Il reconnaît sa défaite le soir même et fait part de son intention de démissionner en tant que chef de l'UDP,. La défaite de Barrow permet à Tracy Panton — réélue dans sa circonscription d'Albert — de prêter serment le 14 mars comme nouvelle cheffe de l'opposition, devenant la première femme à occuper cette fonction,.
Le 18 mars, Moses Barrow annonce sa démission en tant que chef de l'UDP et charge le chef adjoint du parti Hugo Patt de l'intérim jusqu'à la tenue d'une convention nationale pour élire un nouveau chef.

## Chefs de l'UDP
- Dean Lindo (1974-1979)
- Theodore Aranda (1979-1982)
- Curl Thompson (1982-1983)
- Manuel Esquivel (1983-1998)
- Dean Barrow (1998-2020)
- Patrick Faber (2020-2022)
- Moses Barrow (2022-2025)
- Hugo Patt (depuis 2025 ; intérim)

## Résultats électoraux

### Élections législatives
| Année | Représentants | Votes  | %     | Rang | Gouvernement |
| ----- | ------------- | ------ | ----- | ---- | ------------ |
| 1974  | 6 / 18        | 9 069  | 38,93 | 2e   | Opposition   |
| 1979  | 5 / 18        | 21 045 | 47,40 | 2e   | Opposition   |
| 1984  | 21 / 28       | 25 756 | 54,10 | 1er  | Gouvernement |
| 1989  | 13 / 28       | 28 900 | 49,00 | 2e   | Opposition   |
| 1993  | 16 / 29       | 34 306 | 48,70 | 1er  | Gouvernement |
| 1998  | 3 / 29        | 33 237 | 39,41 | 2e   | Opposition   |
| 2003  | 7 / 29        | 44 996 | 45,19 | 2e   | Opposition   |
| 2008  | 25 / 31       | 67 037 | 55,72 | 1er  | Gouvernement |
| 2012  | 17 / 31       | 64 976 | 50,37 | 1er  | Gouvernement |
| 2015  | 19 / 31       | 71 452 | 50,52 | 1er  | Gouvernement |
| 2020  | 5 / 31        | 57 374 | 38,34 | 2e   | Opposition   |
| 2025  | 5 / 31        | 37 328 | 29,79 | 2e   | Opposition   |